# 301e division d'infanterie (Allemagne)
La 301e division d'infanterie (en allemand : 301. Infanterie-Division ou 301. ID) est une des divisions d'infanterie de l'armée allemande (Wehrmacht) durant la Seconde Guerre mondiale.

## Historique
La 301e division d'infanterie est formée en août 1939 à partir de la Brigade Netze avec 2 régiments de Grenzwacht venant du Grenzschutz-Komando 12 Küstrin.
Elle est dissoute le 14 octobre 1939.
Une nouvelle 301. Infanterie-Division est formée en décembre 1944. Elle finit la guerre dans la Poche de Courlande.

## Organisation

### Commandants
| Date                           | Grade        | Commandant                  |
| ------------------------------ | ------------ | --------------------------- |
| ? août 1939 - 14 octobre 1939  | Generalmajor | Eccard Freiherr von Gablenz |
| Reformation                    |              |                             |
| 1er décembre 1944 - 8 mai 1945 | Generalmajor | Günther Rohr                |

## Théâtres d'opérations
- Allemagne : août 1939 - octobre 1939.
- Poche de Courlande : décembre 1944- mai 1945.